# Spinacris viridis
Spinacris viridis är en insektsart som beskrevs av Willemse, C. 1933. Spinacris viridis ingår i släktet Spinacris och familjen Pyrgomorphidae. Inga underarter finns listade i Catalogue of Life.